# Deivid Willian da Silva
Deivid Willian da Silva, genannt Deivid, (* 18. Januar 1989 in Londrina) ist ein ehemaliger brasilianischer Fußballspieler. Der Rechtsfuß wurde vorwiegend defensiv im zentralen Mittelfeld eingesetzt.

## Karriere
Deivid startete seine Laufbahn in der Jugendmannschaft des Athletico Paranaense. Hier schaffte er 2009 auch den Sprung in den Profikader. Am 20. August 2009 im Série A Spiel gegen den EC Vitória saß er zum ersten Mal auf der Reservebank. Zum Einsatz kam er allerdings nicht. Ein Schicksal, welches ihn den Rest der Saison begleiten sollte. Dieses änderte sich in der Saison 2010. In der zweiten Runde des Copa do Brasil durfte er am 18. März 2010 in der ersten Halbzeit gegen den Sampaio Corrêa FC antreten. Sein erster Spieleinsatz in der Serie A erfolgte dann am 17. Juli gegen den CR Vasco da Gama. Hier wurde nach der Halbzeitpause eingewechselt und kam infolge zu häufigeren Einsätzen. Sein erstes Spiel auf internationaler Klubebene bestritt Deivid in der Copa Libertadores 2014. In der Qualifikationsrunde traf sein Klub am 30. Januar 2014 auf  Sporting Cristal aus Peru.
Nachdem der Kontrakt mit Paranaense ausgelaufen war, gab am 18. Mai 2018 Sport Recife bekannt, dass Deivid dort einen Kontrakt bis Ende 2019 unterzeichnet hat. Deivid kam in der Meisterschaft noch zu 16 Einsätzen. Zur Saison 2019 wurde er an den Guarani FC ausgeliehen. Im Dezember gab Guarani bekannt, dass dieser Deivid fest übernimmt. Nach Abschluss der Série B 2020 verließ Deivid den Klub.
Am 26. Januar 2021 wurde sein Wechsel zum AA Internacional bekannt. Zur Austragung der nationalen Mannschaft wechselte Deivid zum Vila Nova FC. Mit diesem lief er in der Série B 2021 (14 Spiele, kein Tor) und im Copa do Brasil 2021 (zwei Spiele, kein Tor) auf. Im November des verlängerte der Klub den Vertrag mit ihm. Nachdem Deivid sich im dritten Spiel der Staatsmeisterschaft 2022 am 2. Februar eine Muskelverletzung zuzog, kam er in dem Wettbewerb zu keinen Einsätzen mehr. Nach Abschluss des Turniers wurde sein Vertrag gekündigt. Danach beendete er seine aktive Laufbahn.

## Erfolge
Athletico Paranaense
- Staatsmeisterschaft von Paraná: 2016, 2018